# Willy-Brandt-Haus, Berlin

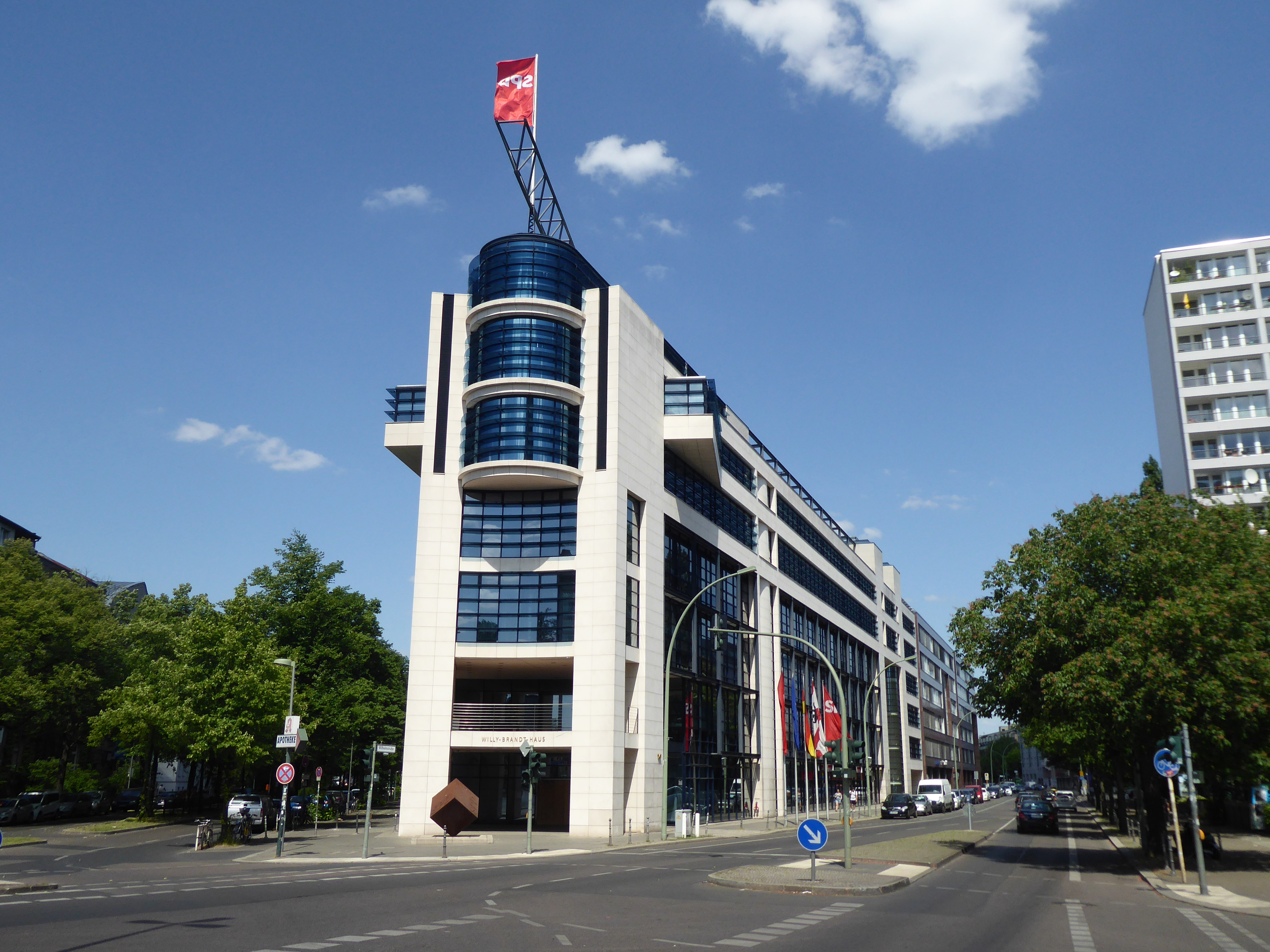
Willy-Brandt-Haus

Willy-Brandt-Haus är sedan 1996 säte för Tysklands socialdemokratiska partis (SPD) partikansli på federal nivå i Berlin. Byggnaden ligger  på Wilhelmstrasse 140/Stresemannstrasse 28 i Kreuzberg, strax väster om Mehringplatz. Den är uppkallad efter Willy Brandt, Västberlins regerande borgmästare 1957–1966, SPD-partiordförande 1964–1987 och från 1969 till 1974 Västtysklands förbundskansler.
Byggnaden ritades av Helge Bofinger (1940–2018) för Internationale Bauausstellung 1987 men förverkligades först efter Berlinmurens fall. Den ursprungliga avsikten var att skapa ett bostads- och affärshus på platsen. Efter att beslutet om att flytta huvudstaden från Bonn till Berlin röstats fram 1991 sökte SPD nya lokaler i närheten av platsen för sitt historiska partihögkvarter på Lindenstrasse 3 i Kreuzberg. Bofingers ursprungliga utkast för tomten vid Wilhelmstrasse kunde med mindre anpassningar omvandlas för SPD:s behov och presenterades 1992. Grundstenen lades 1993 och byggnaden invigdes 1996; 1999 flyttades även sätet för den federala partistyrelsen.
Husets offentliga utrymmen är öppna för allmänheten och i de nedre planen finns butikslokaler, restauranger och olika tillfälliga utställningar. På femte planet ligger SPD:s ordförandes kontor och hörnrummet längst upp i byggnaden inrymmer SPD:s presidiums sammanträdesrum. I husets ljusgård står en 3,40 meter hög bronsskulptur av Willy Brandt, skulpterad av Rainer Fetting. En mindre kopia av statyn tillverkades av Fetting för Willy Brandts park i Björkhagen i södra Stockholm och avtäcktes 2007.